# Ancylostoma caninum

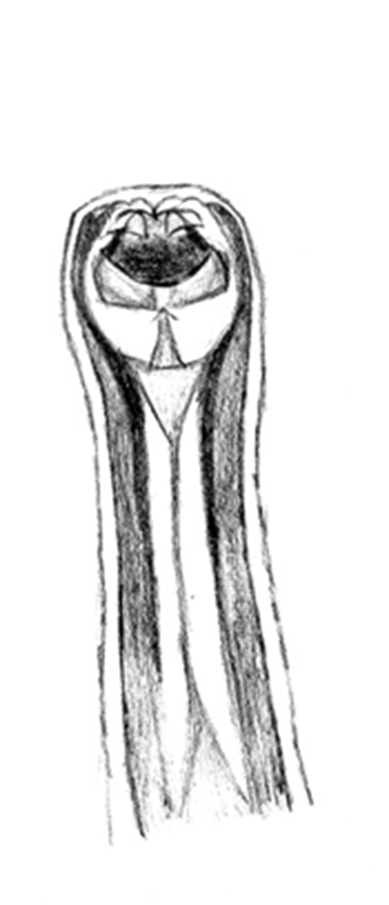
Figura 1- Representação frontal, mostrando os três pares de dentes na margem ventral do orifício oral do Ancylostoma caninum.

O filo nematódeo constitui um importante grupo responsável pela transmissão de diversas doenças parasitárias. A título de exemplo, temos o helminto Ancylostoma caninum, causador de uma inflamação cutânea no homem relacionada à Larva migrans cutânea.
MORFOLOGIA
Este parasita contém cápsula bucal, com três pares de dentes situados na margem ventral do orifício oral. Apresenta coloração brancoacinzentada ou avermelhada. O comprimento dos machos adultos varia de 9 a 13 milímetros e o das fêmeas adultas de 14 a 20 milímetros. Os ovos são elípticos, de casca fina e medem 55 a 77 micrômetros de comprimento por 34 a 45 micrômetros de largura.
Nos machos existe uma bolsa que auxilia nas relações sexuais para prender a fêmea por meio de espículas e seus espermatozoides não possuem flagelos. Ademais, o Ancylostoma caninum possui um canal alimentar composto de esôfago, intestino e reto.
CICLO DE VIDA
As fêmeas destes parasitos realizam a deposição de milhares de ovos, que são eliminados diariamente junto com as fezes dos cães e gatos infectados. Assim, no meio exterior, em condições ideais de umidade, temperatura e oxigenação, ocorre o desenvolvimento de larvas do primeiro estágio (L1) dentro do ovo, que eclodem e se alimentam no solo de matéria orgânica e micro-organismos. Em um período de sete dias, as L1 realizam duas mudas, atingindo o terceiro estádio, que é a larva infectante (L3). Com isso, estas não se alimentam e podem sobreviver no solo por várias semanas. Além de que, os cães e gatos podem se infectar pelas vias oral, cutânea e transplacentária. Nesse sentido, as L3 sofrem duas grandes mudas nesses hospedeiros, chegando ao intestino delgado e atingindo a maturidade sexual em aproximadamente quatro semanas.
PATOLOGIA E SINTOMATOLOGIA
O momento da penetração das larvas infectantes pode passar despercebido. Em pessoas sensibilizadas, entretanto surgem pontos eritematosos ou pápulas, acompanhados de prurido. Desses pontos partem os túneis que desenham um trajeto irregular e caprichoso, avançando 2 a 5 centímetros por dia. Algumas vezes, a linha serpeante restringe-se a uma pequena área; outras alonga-se como o traçado de um mapa.
Histologicamente, o túnel desenvolve-se pela destruição da camada germinativa de Malpighi. A derme constitui, por assim dizer, o assoalho desse túnel, e a camada de células espinhosas, o seu teto. Acompanha-o uma reação inflamatória onde se observa infiltrado de células eosinófilos e mononucleares.
Enquanto avança, a lesão vai ficando para trás como um cordão eritematoso, saliente, irregular e pruriginoso, recoberto por vezes de vesículas. Com o passar dos dias, a parte mais antiga do trajeto tende a desinflamar, deixando em seu lugar apenas uma faixa hiperpigmentada, que desaparecerá mais tarde. Infecções microbianas secundárias podem transformar essas lesões em piodermite, principalmente quando o paciente, levado pelo intenso prurido, provoca, ao se coçar, escoriações da pele.
O número de larvas e, portanto, o número de trajetos inflamatórios lineares varia de uma única a dezenas ou centenas, localizando-se em qualquer região da superfície do corpo. As partes que mais frequentemente se põem em contato com o solo são as mais sujeitas: pés, pernas, mãos e antebraços. Crianças que brincam sentadas no chão exibem-nas região glútea, coxas etc. Os frequentadores de praias expõem à penetração das larvas outras partes do corpo que normalmente ficam protegidas pela roupa.
A duração do processo é muito variável, podendo curar-se espontaneamente ao fim de poucos dias ou durar semanas a meses. O sintoma mais molesto é o prurido, que costuma aumentar à noite e chegar a provocar insônia. Casos com manifestações pulmonares concomitantes sugerem que algumas larvas tenham alcançado os pulmões ou que tenha havido infecção simultânea por outros ancilostomídeos.
DIAGNÓSTICO
Para a saúde pública, as verminoses assumem um papel de destaque e tornam fundamental o controle adequado das suas consequentes endoparasitoses com o objetivo de minimizar os riscos de contágio humano. Para isso, faz-se necessário identificar a presença das verminoses e estabelecer medidas profiláticas efetivas, assim como dar início ao tratamento.
Nessa lógica, o diagnóstico deve ser feito baseado na observação das lesões típicas e na história de residência ou possível viagem do paciente a uma região endêmica da doença correspondente. Além disso, laboratorialmente, deve-se fazer exame de fezes para verificar a existência de ovos característicos. Apenas em específicos casos é justificável o uso de exames complementares de identificação, nomeadamente a microscopia de epiluminiscência ou a biópsia cutânea, a fim de constatar o percurso da larva. Estes podem ser utilizados em casos atípicos ou nas lesões alteradas pelos fármacos, apesar das alterações anatomopatológicas – dermatite espongiforme com vesículas contendo neutrófilos e eosinófilos - não serem específicas desta patologia. Não obstante, no que se refere especificamente ao A. caninum, pode ser realizado o teste de ELISA para detectar possível contágio.
PREVENÇÃO E CONTROLE
Clima quente, solo úmido e sombreado são condições favoráveis ao desenvolvimento embrionário desses ovos, que podem permanecer no solo por meses.
Vários estudos no Brasil comprovam que áreas de recreação infantil, como bancos de areia em praças públicas e em creches, têm índices relevantes de contaminação pelos agentes de larva. Assim, esse tipo de zoonoses é mais frequente em crianças, em razão de seus hábitos geofágicos.
As crianças contaminam-se ao brincar em depósitos de areia para construções, ou nos tanques de areia dos locais destinados à sua recreação. Em vista da ubiquidade de cães e gatos, que nas cidades é agravada pela concentração populacional humana e dos animais domésticos, o controle do parasitismo é bastante difícil.
Ele exigiria o tratamento desses animais, de forma sistemática, com ou sem exame parasitológico prévio. As medidas isoladas, tomadas pelos proprietários de animais domésticos, além de insuficientes por si sós, tendem a ser anuladas pelas reinfecções.
Na falta de soluções melhores deve-se impedir o acesso de animais aos tanques de areia de escolas e parques infantis, onde brincam crianças, cercando-os com telagem adequada. Nas praias, procurar áreas periodicamente cobertas pelas cheias da maré. Os serviços de educação sanitária devem alertar pais e mestres sobre o problema e sobre as medidas preventivas.
INFECÇÃO EM HUMANOS
As larvas infectantes (L3) desses ancilostomídeos penetram ativamente na pele de humanos e migram através do tecido subcutâneo durante semanas ou meses e então morrem. À medida que as L3 progridem, deixam atrás de si um rastro sinuoso conhecido popularmente como ‘bicho geográfico’ ou ‘bicho das praias’.
Menos frequentemente, as L3 podem ser ingeridas e ao atingirem o intestino podem migrar através das vísceras, provocando a síndrome de larva migrans visceral (LMV).
Essas larvas também podem atingir a circulação sanguínea e serem transportadas aos pulmões, onde atravessam seus capilares e alcançam a árvore brônquica, realizando mudas, e podendo ser encontradas nos escarros ou serem deglutidas completando o ciclo. Todavia, são poucos os casos registrados de vermes adultos de A. caninum parasitando o intestino delgado humano. Tal fato pode estar relacionado à dificuldade de diagnóstico, uma vez que este é feito pelo exame de cápsula bucal do parasito e não pelos ovos presentes nas fezes.